# Eva Christa
Eva Christa (* 17. Januar 1896 als Eva Christlieb in Degerloch; † 8. Januar 1970 in Stuttgart) war eine deutsche Theater- und Stummfilmschauspielerin sowie eine der ersten Filmregisseurinnen in Deutschland.

## Leben und Wirken
Die Tochter des Juristen Adolf Christlieb und seiner Frau Clara geb. Döbner erhielt ihre Ausbildung bei Emmy Remolt-Jessen und ist als Schauspielerin erstmals 1919 in Ernst Wendts Historienfilm Störtebeker nachweisbar. Im Jahr darauf nahm sie den Künstlernamen Eva Christa an und spielte im Stummfilm Der Perlenmacher von Madrid der Cela Film GmbH in Berlin mit. 1921 und 1922 inszenierte sie vier Filmsingspiele für die Vera-Filmwerke in Hamburg, zu denen Lissy Reincke die Drehbücher verfasste. Eva Christa gehört somit zu den ersten deutschen Filmregisseurinnen überhaupt.
Nach dem Ende ihrer kurzlebigen Filmkarriere wandte sich Eva Christa der Bühne zu und wurde 1924 vom Stadttheater Solingen unter Vertrag genommen. In der darauffolgenden Saison (1925/26) nahm sie ein Engagement ans Stadttheater Heidelberg an. Im Frühjahr 1927 war die blonde Künstlerin am Kasinotheater Hindenburg und am Stadttheater Beuthen zu sehen, ehe sie im Herbst desselben Jahres an das Stadttheater Regensburg wechselte. Nach einer Station am Schauspielhaus Frankfurt am Main (1928/29) kehrte Eva Christa in ihre Stuttgarter Heimat zurück, wo sie bis 1931 am Schauspielhaus wirken sollte. Nebenbei war sie seit 1928 regelmäßig beim Süddeutschen Rundfunk zu hören.
Ab den 1930er-Jahren baute sich Eva Christa ein zweites Standbein als Modereferentin auf. Sie leitete zahlreiche Modeschauen und schrieb Artikel für Fachzeitschriften. Als mit dem Ausbruch des Zweiten Weltkriegs die Modebranche zum Erliegen kam, zog sich die seit 1938 mit dem Grafiker Paul Rieger verheiratete Eva Christa ins Privatleben zurück. Sie starb 1970 in ihrer Wohnung in Stuttgart.

## Filmografie
Schauspielerin
- 1919: Störtebeker
- 1920/21: Der Perlenmacher von Madrid
- 1922: Mabel und ihre Freier

Regisseurin
- 1921: Aus der Jugendzeit
- 1921/22: Heinrich Heines erste Liebe, mit Singspiel von Wilhelm Lindemann
- 1922: Jugendglück und Liebesleid[6]
- 1922: Mabel und ihre Freier